# Blutschnee

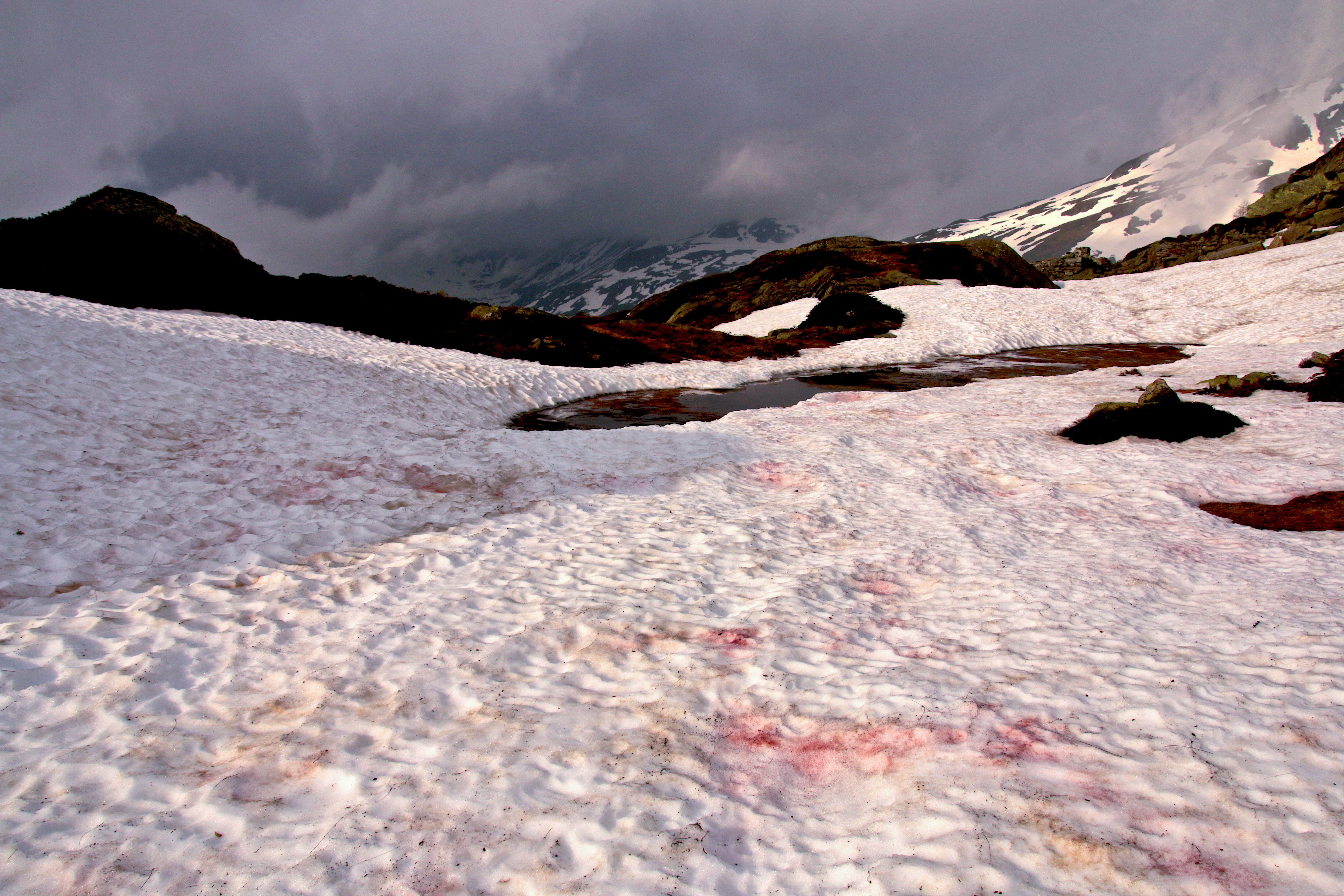
Rote Schneealgen oberhalb des Simplonpasses auf (2019)

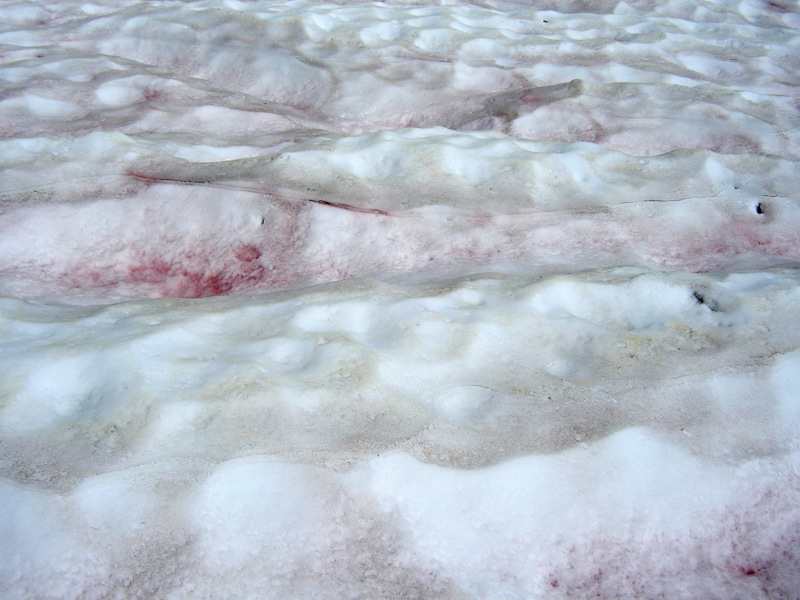
Blutschnee

Blutschnee oder Roter Schnee (englisch auch watermelon snow) ist ein Naturphänomen, bei dem sich Altschnee aus dem Winter durch Mikroorganismen (Schneealgen) während der Schmelzperiode rosarot bis karminrot färben kann. Dies geschieht weltweit vornehmlich in Hochgebirgen und küstennahen Polargebieten während der Sommermonate.
Ohne den Verursacher biologischen Ursprungs zu kennen, wurde Blutschnee bereits von Aristoteles und den Wikingern beschrieben.
Schneealgen dominieren die Gletscherbiomasse unmittelbar nach Beginn der Schmelze, und ihre Pigmentierung kann die Oberfläche eines Gletschers erheblich verdunkeln. Dies spielt eine wesentliche Rolle bei der Gletscherschmelze.

## Ursache
Die Verursacher sind schneebewohnende Grünalgen, die aufgrund ihrer physiologischen Anpassung an Kälte und Frost als Psychrophile bezeichnet werden und zudem der Kryoflora zugerechnet werden. Es handelt sich bei diesen Schneealgen um einzellige, im Zytoplasma orange, rosa bis dunkelrot gefärbte Organismen. Die meisten Vertreter werden traditionell in die Gattungen Chlamydomonas und Chloromonas gestellt, welche zu den Grünalgen gehören. 
Die roten Schneealgen schützen sich mit Hilfe von Astaxanthin vor der besonders in extremen Höhen und in Polargebieten auftretenden starken Licht- und UV-Strahlung. Chlamydomonas nivalis ist die am längsten bekannte Art dieser Blutschnee verursachenden Gattung und wurde von vielen Gebirgs- und Polarregionen der Erde beschrieben. Bereits 1968 war klar, dass C. nivalis zu dieser Zeit eine Sammelart für eine damals noch unbekannte Anzahl morphologisch sehr ähnlicher Algenarten war, die in Schnee leben.
Neuere Studien ab 2018 zeigten dann tatsächlich, dass die Algen, die für die meisten roten Schneefelder auf unserer Erde verantwortlich sind, nicht zur Gattung Chlamydomonas gehören, sondern einer eigenen, neuen Gattung, Sanguina. Diese Gattung enthält zwei Arten, S. nivaloides, die roten Schnee produziert, und S. aurantia, die orangen Schnee verursacht.
Alle Schneealgen, die roten oder orangen Schnee produzieren, sind taxonomisch Grünalgen.
Die normalerweise typische Grünfärbung der Zellen dieser Algengruppe durch Chlorophylle ist bei diesen Vertretern durch sekundäre Carotinoide, vornehmlich durch Astaxanthin (früher Haematochrom genannt), überdeckt.
Diese schützen ihre Chloroplasten vor intensiver sichtbarer und auch ultravioletter Strahlung und absorbieren außerdem Wärme, so dass die Alge mit flüssigem Wasser versorgt wird, wenn der Schnee um sie herum schmilzt.
Algenblüten können sich bis zu einer Tiefe von 25 cm erstrecken, wobei jede Zelle einen Durchmesser von 20 bis 30 µm hat, was etwa dem Vierfachen des Durchmessers eines menschlichen roten Blutkörperchens entspricht. Es wurde berechnet, dass ein Teelöffel geschmolzener Schnee eine Million oder mehr Zellen enthält. Die Algen sammeln sich manchmal in „Sonnentassen“ (englisch sun cups) an, zunächst flachen Vertiefungen im Schnee. Das Carotinoidpigment absorbiert Wärme und vertieft so die Löcher im Schnee, was das Schmelzen von Gletschern und Schneebänken beschleunigt.
Wenn der Schnee sie in den Wintermonaten bedeckt, ruhen die Algen. Im Frühjahr stimulieren Nährstoffe, hellere Lichtverhältnisse und Schmelzwasser die Keimung. Sobald sie keimen, setzen die ruhenden Zellen kleinere grüne begeißelte Zellen frei, die sich zur Schneeoberfläche bewegen. Sobald diese Geißelzellen die Oberfläche erreichen, verlieren sie ihre Geißeln und können Aplanosporen (dickwandige Ruhezellen) bilden. Sie können aber auch als Gameten fungieren und paarweise zu Zygoten verschmelzen.

## Alpenregion
In den Alpen findet sich überwiegend die Grünalge Sanguina nivaloides. Die Algenblüte kommt, einem Forschungsteam um Léon Roussel von der Universität Grenoble zufolge, „vorwiegend in den nördlichen französischen Alpen, im Berner Oberland und im Wallis sowie – in geringerem Ausmaß – in Österreich im Ötztal und in den Hohen Tauern“ vor. Sie wachsen in Höhen zwischen 1.800 und 3.000 Metern, eher an wenig steilen Süd- und Osthängen und treten im Juni häufiger auf als im Mai, Juli und August. Voraussetzungen für die Algenblüte sind eine lange Dauer der Schneeschmelze von mindestens 25 Tagen, das Vorhandensein von Wasser in der gesamten Schneesäule und das Fehlen eines dauerhaft gefrorenen Bodens. Saharastaub begünstigt das Wachstum.

## Sierra Nevada (Kalifornien)

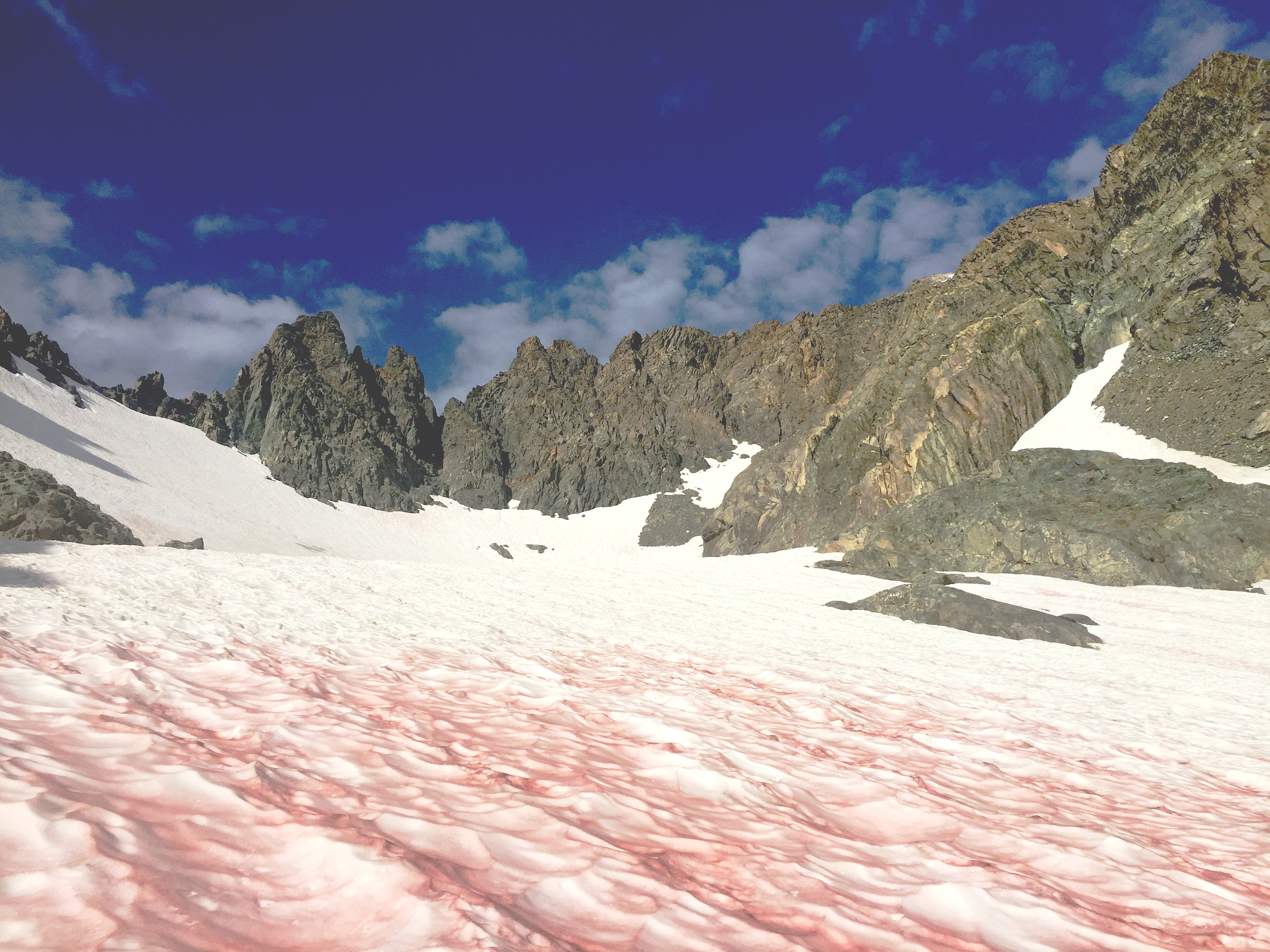
Blutschnee auf dem Mount Ritter im Inyo National Forest, Sierra Nevada, Kalifornien.

Beispielsweise ist es in der Sierra Nevada in Kalifornien in einer Höhe von 3.000 bis 3.600 m das ganze Jahr über gewöhnlich so kalt, dass der Schnee von den Winterstürmen zurückbleibt. Wird der Schnee zusammengedrückt (etwa durch Betreten oder das Bilden von Schneebällen), sieht er rot aus. Wenn man auf dem Blutschnee läuft, bekommt man oft kräftig rote Sohlen und ggf. auch rosa Hosenbündchen.

## Polarregionen (Antarktis)
Wie eine Studie 2021 auf Nelson Island, King George Island und Anvers Island in der südlichen Polarregion ergab, versorgen hier Exkremente von Robben, Pinguinen und anderen Vögeln die Schneealgen mit Nährstoffen.

## Auswirkungen
Die Algen erscheinen gerne im Frühjahr auf tauenden Schneeflächen und können die Schneeschmelze beschleunigen, da sie die Schneeoberfläche mehr oder weniger verdunkeln.